# Amber Pate
Amber Pate (Katherine, 21 april 1995) is een Australisch wielrenster die sinds 2023 bij Liv AlUla Jayco rijdt.

## Carrière
Pate is geboren en opgegroeid in het noorden van Australië, waar sportfaciliteiten schaars zijn. Ze legde zich dan ook vooral toe op zwemmen en al snel ook triatlon. Van de triatlononderdelen sprak het wielrennen haar het meeste aan, rond 2020 besloot ze verder te gaan met de wielersport. Ze startte met wedstrijden op de baan tussen 2020 en 2022, op nationale kampioenschappen won ze meerdere bronzen en zilveren medailles. In 2022 debuteerde ze op de Oceanische kampioenschappen baanwielrennen, waar ze bij de ploegenachtervolging zilver won met Sophie Edwards, Alexandra Martin-Wallace en Alyssa Polites. In 2023 kreeg ze na een proefperiode een professioneel contract aangeboden bij de Australische wielerploeg Team Jayco AlUla. Ze reed direct enkele UCI Women's World Tour-wedstrijden zoals de Ronde van Drenthe en Gent-Wevelgem. Aan het begin van haar derde seizoen bij de World Tour-ploeg reed ze de tweede tijd op het Australisch kampioenschap tijdrijden, alleen Brodie Chapman reed een betere tijd dan Pate.

## Palmares

### Baanwielrennen
| Jaar | AK                                                                    | OK                                                    |
| ---- | --------------------------------------------------------------------- | ----------------------------------------------------- |
| 2020 | achtervolging · puntenkoers · 6e scratch · 8e omnium                  |                                                       |
| 2021 | puntenkoers · achtervolging · 5e koppelkoers · 5e omnium · 8e scratch |                                                       |
| 2022 | achtervolging · koppelkoers · puntenkoers                             | ploegenachtervolging · koppelkoers · 4e achtervolging |

### Wegwielrennen
2022
 Australisch kampioenschap tijdrijden
 Oceanisch kampioenschap tijdrijden
 Oceanisch kampioenschap op de weg
2025
 Australisch kampioenschap tijdrijden

#### Resultaten in voornaamste wedstrijden
| Jaar | Ronde van Italië | Ronde van Frankrijk | Ronde van Spanje |
| ---- | ---------------- | ------------------- | ---------------- |
| 2023 |                  | 72e                 | 49e              |
| 2024 | 75e              | opgave              |                  |
| 2025 | 56e              |                     | 76e              |

| Jaar | Gent-Wevelgem | Parijs-Roubaix | Trofeo Alfredo Binda | Strade Bianche |
| ---- | ------------- | -------------- | -------------------- | -------------- |
| 2023 | opgave        | opgave         |                      |                |
| 2024 | 84e           | 43e            | 56e                  | opgave         |
| 2025 | 70e           | 50e            |                      | 50e            |

## Ploegen
- 2022 –  S-Bikes Doltcini
- 2023 –  Team Jayco AlUla
- 2024 –  Liv AlUla Jayco
- 2025 –  Liv AlUla Jayco

Allen · Baker · Campbell · Faulkner · Gåskjenn · Howe · Kessler · Manly · Pate · Paternoster · Polites · Roseman-Gannon · Santesteban · Tan · Žigart
Andersson · Baker · Campbell · García · Gåskjenn · Howe · Korevaar · Manly · Pate · Paternoster · Roseman-Gannon · Smulders · Ton · Trevisi · Wyllie · Žigart
Andersson · Baker · García · van der Hulst · Korevaar · Pate · Paternoster · Roseman-Gannon · Smulders · Talbot · Ton · Trevisi · Trinca Colonel · Wyllie